# Instituto Lina Bo e P.M. Bardi
O Instituto Lina Bo e P.M. Bardi em São Paulo, capital, foi fundado em 1990 com objetivo de promover a cultura e as artes brasileiras no Brasil e no exterior. Através da difusão cultural, o Instituto oferece ao público acesso a aspectos relevantes e poucos conhecidos do pensamento e da produção artística e cultural do país.
O Instituto, e seu programa de exposições, publicações, vídeos, palestras, conferências e mesas redondas, é a realização do desejo do casal Bardi, que foram dois dos maiores incentivadores das artes no Brasil.
O Instituto ocupa a antiga casa do casal Bardi no Morumbi, a Casa de Vidro, doada em 1995 pelo Bardi para que fosse transformada em Sede do Instituto. A Casa de vidro foi tombada pelo CONDEPHAAT como patrimônio histórico em 1987. Projetada em 1950 por Lina Bo Bardi para ser a residência do casal, a casa, concluída 1951 e a primeira a ser construída no bairro do Morumbi, abriga hoje parte da coleção de arte particular adquirida ao longo dos anos por Lina Bo e Pietro Maria Bardi.

## Missão do Instituto
O Instituto tem como missão dar continuidade à atuação do casal Bardi, que além do seu nome, doou ao país o resultado de uma vida de trabalho pela arte e cultura, dentro da filosofia de Pietro "O importante é mover-se nesses círculos pensando nos outros mais do que em si mesmo".
Objetivos culturais
- Preservar e divulgar o trabalho de Lina Bo e Pietro Maria Bardi em publicações, exposições, palestras, mesas redondas e leituras.
- Apoiar projetos que promovam as artes plásticas, as artes visuais e a arquitetura brasileiras.
- Incentivar intercâmbios entre intelectuais e criadores brasileiros e estrangeiros.
- Discutir os valores das atividades oferecidas pelo Instituto com a comunidade, estabelecendo um diálogo construtivo e defendendo a liberdade de pensar, criar e debater.

Objetivos educacionais
- Constituir uma biblioteca com obras referenciais nas áreas de arte e arquitetura.
- Organizar os arquivos referentes ao trabalho do casal Bardi  desenhos, plantas, projetos, correspondências, documentos e outros.
- Organizar atividades educativas junto das comunidades carentes para despertar o interesse pela arte e pela arquitetura sustentada como solução para o caos urbano.

Objetivos espaciais
- Restaurar e adequar a Casa de vidro para que ela se torne a sede do Instituto. Abrir a casa à visitação pública e dar acesso ao acervo dos Bardi, aos arquivos, à biblioteca e a um auditório de pequeno porte.
- Oferecer à sociedade um local de convivência, cultura e lazer que estimule o diálogo e o conhecimento.

Objetivos sociais
- Colaborar com projetos sociais que visem melhorar a qualidade de vida especialmente no ambiente urbano oferecendo o espaço físico do Instituto para reunir as instituições envolvidas.